# David de Dara
 (juin 2019).
Si vous disposez d'ouvrages ou d'articles de référence ou si vous connaissez des sites web de qualité traitant du thème abordé ici, merci de compléter l'article en donnant les références utiles à sa vérifiabilité et en les liant à la section « Notes et références ».
David de Dara est élu patriarche d'Antioche en 765 par les évêques de Jazîra. Il est mort peu avant 775.

## Biographie
David commence sa carrière comme moine du monastère de Gabriel de Qartmîn avant d'être élu évêque de la ville de Dara, au sud-ouest du couvent. Il est influent à la cour de Harrân et eu même l'appui de Muqâtil al-'Akkî, le gouverneur de la Jazîra pour Abû Ja'far (futur al-Mansûr), lorsque ce dernier est wâlî du Nord. Le frère du calife favorise pourtant ses rivaux Isaac puis Athanase Sandalaya avant de les promouvoir au patriarcat en devenant lui-même calife. En 758, David de Dara est un des leaders de la contestation jazîrienne qui conduit à l'élection de Jean de Callinicum. Vers 764-5, il accepta de se réconcilier avec Georges au synode œcuménique de Saroug, dans l'ouest de la Jazirat,. Pourtant, il est dénoncé peu de temps après aux instances séculières pour avoir dirigé l'Église sans reconnaître l'autorité supérieure du calife et sans détenir le diplôme (sigillum) officiel. Le calife destitue Georges officiellement et le fait incarcérer. Il fait également convoquer à Harrân et/ou à Bagdad, le concile des évêques de la Jazîra. La chronique de Zuqnîn, rédigée peu après son élection, le considère comme patriarche de transition et rapporte qu'il s'est enfui à Mossoul puis à Takrît, non loin de la cour califale, en raison de son impopularité. Il est sans doute mort peu avant 775, lorsqu'al-Mahdî autorise Georges à lui succéder officiellement.